# St. Johannes und Paulus (Arzbach)

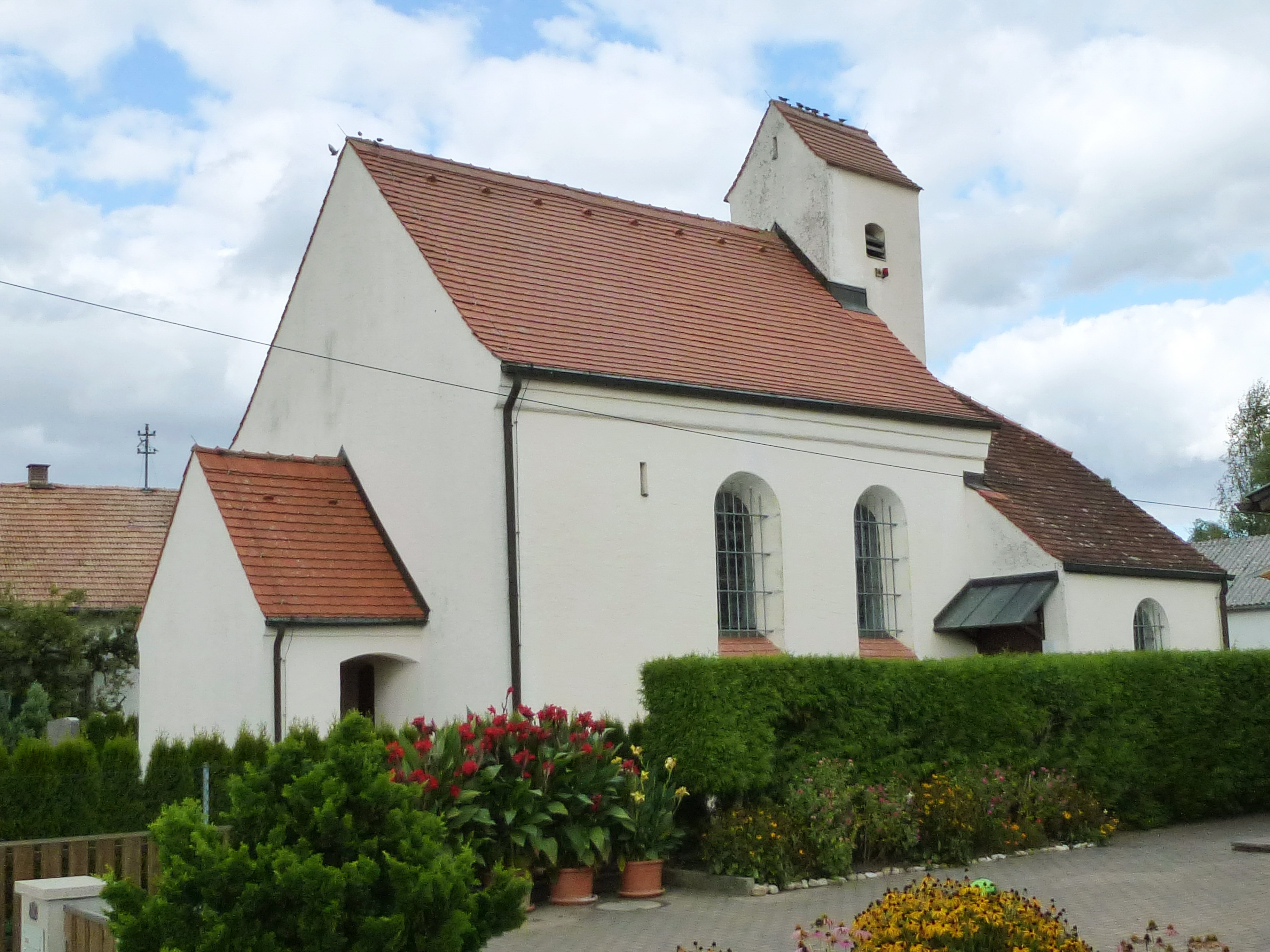
St. Johannes und Paulus in Arzbach

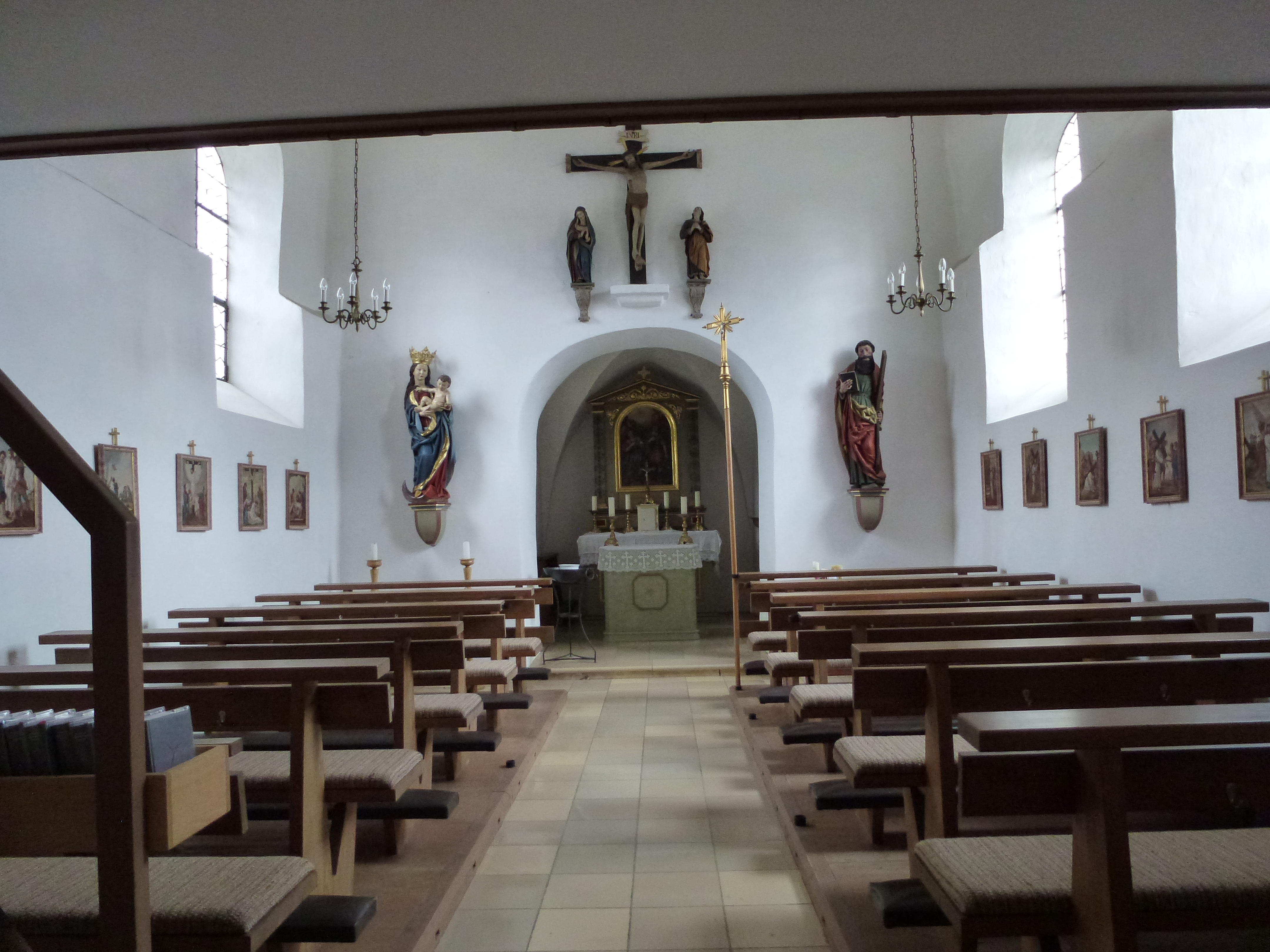
Innenraum

Die römisch-katholische Filialkirche St. Johannes und Paulus steht in Arzbach, einem Gemeindeteil der Gemeinde Röhrmoos im oberbayerischen Landkreis Dachau. Das Bauwerk ist als Baudenkmal unter der Nr. D-1-74-141-4 eingetragen. Die Kirche gehört zum Dekanat Dachau im Erzbistum München und Freising.

## Beschreibung
Die spätromanische Saalkirche wurde im 13. Jahrhundert erbaut. Sie besteht aus einem Langhaus und einem eingezogenen Chor im Osten. Über dem Chor erhebt sich ein Satteltürmchen. 1953 wurde im Westen ein Vorhäuschen errichtet, das das Portal beherbergt. 
Der Innenraum des Langhauses ist mit einer Flachdecke überspannt, der des Chors mit einem Kreuzgratgewölbe. An der Wand über dem Chorbogen ist eine Kreuzigungsgruppe angebracht.